# Талдъкорган
Талдъкoрган (на казахски: Талдықорған, на руски: Талдыкорган) град, административен център на Жетъсуска област, Казахстан. Населението на града е 114 728 души (2008). Разположен е в центъра на Седморечието на брега на река Каратал в подножието на Джунгарски Алатау.

## История
Възниква като казашко селище Гавриловка през 1869 г. През 1920 г. с решение на Окръжния изпълнителен комитет селото официално е преименувано на село Талди Курган и става районен център. През 1944 г. получава статут на град и се отделя от Алматинска област. От 1944 до 1959 г. и от 1967 до 1997 г. е административен център на Талдикурганската област на Казахска ССР. Областта е закрита през 1997 г. и територията ѝ е присъединена към Алматинска област. След независимостта на Казахстан през 1993 г. градът е официално е преименуван на Талдъкорган, а от 22 септември 2001 г. е административен център на Алматинска област.
На 5 януари 2022 г. участниците в антиправителствените протести в Казахстан събарят паметника на Нурсултан Назарбаев в града.